# Mein Weg hat Gipfel und Wellentäler
Mein Weg hat Gipfel und Wellentäler ist der Titel eines Orgelstücks von Arvo Pärt aus dem Jahr 1989. Das Werk ist ursprünglich eine Auftragskomposition für ein Orgelfestival von Pargas und dem Organisten Kari Jussila gewidmet, der es auch am 9. Juli 1989 in der Kirche von Pargas uraufführte. Die Spieldauer beträgt etwa acht Minuten.

## Hintergrund
Dem Orgelstück liegt ein Motto zugrunde, das einem Gedicht aus dem Buch der Fragen von Edmond Jabès in der Übersetzung von Henriette Beese entnommen ist. Dieser Gedanke wird musikalisch durch ein Auf- und Absteigen musikalischer Muster umgesetzt, die mit ihrem repetitiven Charakter den Eindruck von Unablässigkeit und Rastlosigkeit erzeugen.
Pärt arbeitete das Stück 1994 in eine Version für 6 Violinen, 2 Violen, 4 Violoncelli, 2 Kontrabässe und Schlagzeug (eine Röhrenglocke in E sowie eine große Trommel) um. Diese Fassung trägt den verkürzten Titel Mein Weg und wurde am 1. April 1995 von Andreas Peer Kähler und dem Kammerorchester Unter den Linden uraufgeführt, denen die Bearbeitung auch gewidmet ist. Eine Revision dieses Werks stammt aus dem Jahr 2000.

## Musik
Das Werk besteht aus drei Schichten, die im Proportionskanon ausgearbeitet sind – einer Kompositionsform, die Pärt bereits in früheren Tintinnabuli-Werken wie Cantus in Memoriam Benjamin Britten oder Tabula rasa angewandt hatte. Dabei werden die gleichen musikalischen Figuren in unterschiedlichen Geschwindigkeiten vorgetragen: Getreu dem Motto des Stücks handelt es sich um auf- und absteigende Muster, die vom Pedal in halben Noten, von der linken Hand in Viertel- und von der rechten Hand in Achtelnoten gespielt werden.
Während die Tintinnabuli-Stimme auf dem e-Moll-Dreiklang basiert, nutzt die untere Melodiestimme die phrygisch-dominante Tonleiter auf e. Diese unterscheidet sich vom phrygischen Modus (es sind zu Beginn keine Vorzeichen notiert) um den Ton gis anstelle von g, von der e-Moll-Skala zusätzlich noch im Ton f (statt fis). Somit kommt es im Verlauf des Stücks öfters zur Reibung zwischen g und gis und damit gewissermaßen zu einer Mischung der Modi. Dies kann als Weiterentwicklung der ursprünglichen Tintinnabuli-Regeln gedeutet werden, die vom Gebrauch von Versetzungszeichen absahen.

## Notenausgaben
- Arvo Pärt: Mein Weg hat Gipfel und Wellentäler. Herausgeber: Martin Haselböck und Thomas Daniel Schlee. Universal Edition, Wien 1991, Verlagsnr. UE 19545
- Arvo Pärt: Mein Weg für 14 Streicher und Schlagzeug. Studienpartitur. Universal Edition, Wien 2000, Verlagsnr. UE 31598